# 蒙梅扬
蒙梅扬（法語：Montmeyan，法語發音：[mɔ̃mɛjɑ̃]）是法国普罗旺斯-阿尔卑斯-蓝色海岸大区瓦尔省的一个市镇，位于该省北部偏西，属于布里尼奥勒区。

## 地理
蒙梅扬（43°38'48"N, 6°3'47"E）面积39.43 平方千米，位于法国普罗旺斯-阿尔卑斯-蓝色海岸大区瓦尔省，该省份为法国东南部沿海省份，北起上普罗旺斯阿尔卑斯省，西北角与沃克吕兹省接壤，西接罗讷河口省，南濒地中海，东临滨海阿尔卑斯省。
与蒙梅扬接壤的市镇（或旧市镇、城区）包括：坎松、福克斯昂富、雷居斯、塔韦讷、拉韦迪耶尔。

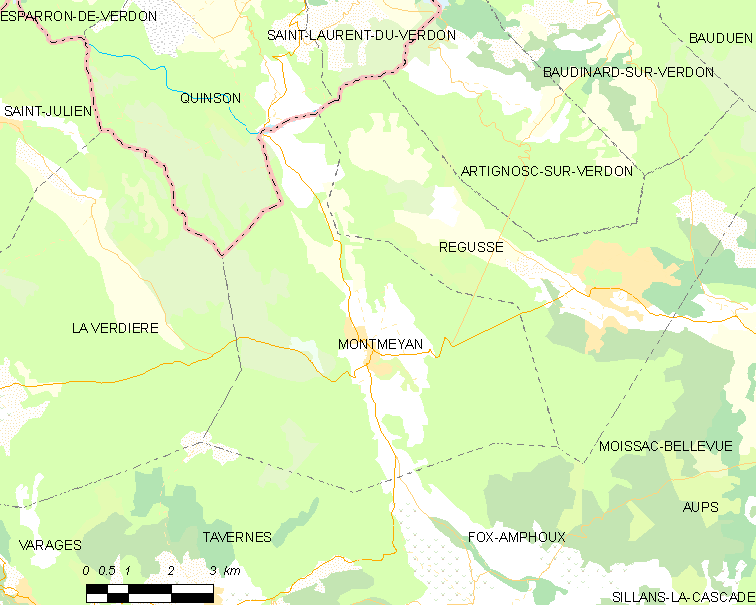
蒙梅扬的OSM定位图

蒙梅扬的时区为UTC+01:00、UTC+02:00（夏令时）。

## 行政
蒙梅扬的邮政编码为83670，INSEE市镇编码为83084。

## 政治
蒙梅扬所属的省级选区为弗拉约斯克县。

## 人口

1962-2008年间蒙梅扬人口变化图示

蒙梅扬于2022年1月1日时的人口数量为595人。